# Warmiński Instytut Teologiczny
Warmiński Instytut Teologiczny w Olsztynie powstał 23 kwietnia 1980 roku. 
Na jego bazie Kongregacja ds. Wychowania Katolickiego Stolicy Apostolskiej erygowała 15 sierpnia 1999 r. Wydział Teologii na Uniwersytecie Warmińsko-Mazurskim w Olsztynie.